# Conavegación
La conavegación, en el contexto de la navegación Web, consiste en la navegación conjunta a través de Internet por dos o más personas que acceden las mismas páginas Web en el mismo momento.
Las primeras experiencias de conavegación se llevaban a cabo mediante la ejecución local de programas que tenían que instalarse en el ordenador de cada participante. Las herramientas más avanzadas no necesitaban la instalación de un programa de escritorio, pero aún requerían la ejecución local de algún complemento, extensión o applet del navegador. La mayoría de las herramientas estaban limitadas a un solo participante activo, mientras que el resto sólo podían seguir pasivamente la actividad del guía.
Algunas herramientas proporcionan una conavegación bastante restringida, limitándose a sincronizar la localización de la página Web (URL) que se comparte. Una conavegación más completa soporta la sincronización del estado y el contenido de los navegadores, incluyendo frames, portlets o incluso contenido de los campos y controles de formularios. Algunas herramientas pueden incluso reconocer objetos de acceso a medios más complejos, como reproductores de audio y vídeo, y ofrecer características de reproducción síncrona (coordinada) con funciones de inicio/pausa/parada.
La conavegación es difícil de implementar debido al alto nivel de confidencialidad requerido para compartir cualquier experiencia en tiempo real y a los controles de seguridad impuestos por los Sistemas Operativos y navegadores. La tecnología de conavegación tiene retos inherentes como el contenido personalizado o el uso en sitios que requieran la autenticación del usuario.

## Soluciones software
- Mozilla Towtruck, software libre bajo licencia Mozilla Public License para conavegación compartida en sitios. Una única línea de JavaScript permite la conavegación social en cualquier sitio sin requerir ninguna descarga, complemento o programa Java
- Quolony Archivado el 23 de octubre de 2013 en Wayback Machine., con sede en Salamanca, España. Colaboración de confianza para todo el mundo. Navegación compartida multiusuario. Una única línea de JavaScript permite la conavegación social en cualquier sitio sin requerir ninguna descarga, complemento o programa Java. Disponible en los navegadores principales para un uso personal por toda la Web, instalando una extensión
- cobrowsing.me, con sede en Ámsterdam, conavegación de marca blanca para desarrolladores
- CoVu by Optini, LLC CoVu para visualización colaborativa, con sede Provo (Utah)
- Click With Me Now, con sede en San Luis (Misuri) y Redwood City, con un solo clic, sin descargas, conavegación dentro del sitio en el que se instala, conforme con especificaciones para comercios
- Firefly, con sede en Filadelfia. Sin descargas, complemento o programa Java. Para soporte a ventas y atención a clientes. Funciona en los principales navegadores y dispositivos, incluyendo teléfonos inteligentes y tabletas
- , con sede en Reino Unido, utiliza JavaScript.
- LiveLook, con sede en Nueva Jersey, adaptada a móviles, no requiere ninguna descarga, complemento o programa Java
- unblu, con sede en Suiza, conavegación segura y sencilla, no requiere ninguna descarga, complemento o programa Java
- goInstant, Adquirido por Salesforce
- channel, con sede en Ámsterdam, utiliza JavaScript y Erlang
- wisaforce Archivado el 1 de julio de 2013 en Wayback Machine., con sede en París
- RightNow, con sede en Montana, adquirida por Oracle
- samesurf, con sede en Los Ángeles, socio colaborador de Sapient y LivePerson. Una única línea de JavaScript permite la conavegación segura
- CoSurfing, con sede en Polonia
- Chat&, con sede en NYC
- CoBrowser.net, con sede en Holanda, no requiere ninguna descarga, complemento o programa Java, proporciona una interfaz Web para operadores
- Gravit8, con sede en San Luis (Misuri), no requiere ninguna instalación, descarga o complemento
- LetsSyncro Archivado el 28 de junio de 2013 en Wayback Machine., con sede en Tulsa, Oklahoma. Aporta a la conavegación tradicional con una aproximación orientada a la venta
- synchronite, con sede en Alemania. Navegación compartida multiusuario, no requiere ninguna instalación, descarga o complemento
- RedHelper.ru, con sede en Moscú, permite chat integrado y conavegación en los sitios Web subscritos
- VeriShow.com, con sede en Míchigan, incluye chat y vídeo en directo, conavegación y compartición de contenido
- SaleMove, con sede en NYC, análisis en tiempo real, vídeo y chat, conavegación, no requiere ninguna instalación, descarga o complemento
- Vizzop, con sede en Londres, soporte al cliente, conavegación y estadísticas
- Delio LHT, desarrollado por Walmeric con sede en Madrid. Para soporte de ventas y atención al cliente. No necesita descargas ni  complementos  o extensiones en el navegador. Funciona en todo tipo de dispositivos, desde PCs  a todo tipo de smarphones.